# ماي بيترسون تومسون
ماي بيترسون تومسون (بالإنجليزية: May Peterson Thompson)‏ هي مغنية ومغنية أوبرا أمريكية، ولدت في 7 أكتوبر 1880 في نيويورك في الولايات المتحدة، وتوفيت في 8 أكتوبر 1952 في أوستن في الولايات المتحدة.